# Bałucz
Bałucz – wieś w Polsce położona w województwie łódzkim, w powiecie łaskim, w gminie Łask.
Do 1954 roku istniała gmina Bałucz. W latach 1954–1972 wieś należała i była siedzibą władz gromady Bałucz. W latach 1975–1998 miejscowość administracyjnie należała do województwa sieradzkiego.